# Diaphananthe eggelingii
Diaphananthe eggelingii är en orkidéart som beskrevs av Phillip James Cribb. Diaphananthe eggelingii ingår i släktet Diaphananthe och familjen orkidéer. Inga underarter finns listade i Catalogue of Life.